# Adão Abrahamowicz
 Adão Abrahamowicz  (Polónia, 1710 —?) foi um pároco polaco que se tornou famoso pelas suas pregações e formas como transmitia a mensagem religiosa cristã. 

## Bibligrafia
- Dicionário Universal Ilustrado, Ed. João Romano Torres & Cª.1911.